# أندرو ويست
أندرو جايمس ويست (بالإنجليزية: Andrew J. West) هو كاتب وممثل أمريكي، ولد عام 1983، وبدأ مسيرته الفنية عام 2006. ظهر في عدد من الافلام والمسلسلات. اشتهر بأداء دور فيشر في مسلسل الكوميديا (Greek) و بدور غاريث في مسلسل الموتى السائرون في الموسم الخامس.

## وصلات خارجية
- أندرو ويست على موقع IMDb (الإنجليزية)
- أندرو ويست على موقع ألو سيني (الفرنسية)
- أندرو ويست على موقع ميوزك برينز (الإنجليزية)
- أندرو ويست على موقع أول موفي (الإنجليزية)
- أندرو ويست على موقع ديسكوغز (الإنجليزية)
- أندرو ويست على موقع قاعدة بيانات الفيلم (الإنجليزية)
- أندرو ويست على موقع كينوبويسك (الروسية)